# Rainbow Books
I Rainbow Books sono una raccolta di definizioni standard che distinguono i formati dei Compact disc.

## Lista
- Red Book (Libro rosso)
  - CD-DA (Digital Audio) - standardizzato come IEC 60908
  - CD-TEXT - una estensione del CD-DA standardizzata nel 1996
  - CD-MIDI - parte dello standard Red Book originale
  - CD+G (plus Graphics) - karaoke
    - CD+EG (anche detto CD+XG) (plus Extended Graphics) - una estensione del CD+G
- Yellow Book (Libro giallo)
  - CD-ROM (Read-Only Memory) - standardizzato come ISO/IEC 10149 nel 1988 e come ECMA-130 nel 1989
    - CD-ROM XA (eXtended Architecture) - una estensione del CD-ROM standardizzata nel 1991
- Orange Book (Libro arancione)
L'arancione è un riferimento al fatto che il rosso e il giallo si mescolano nell'arancione. Ciò è correlato al fatto che gli standard CD-R e CD-RW descritti nel libro sono in grado di produrre audio ("Red Book") e dati ("Yellow Book"). Con Orange Book s'introdusse anche lo standard per la scrittura multisessione.
  - CD-MO (Magneto-Optical) - predecessori dei CD-RW
  - CD-R (Recordable, Registrabile) - parzialmente standardizzato come ECMA-394
  - CD-RW (ReWritable, Riscrivibile) - parzialmente standardizzato come ECMA-395
- Green Book (Libro verde)
  - CD-i (Interactive)
- White Book (Libro bianco)
  - CD-Bridge (Dischi ibridi) - un formato ponte tra il CD-ROM XA e il CD-i ("Green Book"), che è il formato di base per i Video CD, i Super Video CD e i Photo CD
  - VCD (Video)
    - SVCD (Super Video) - una estensione del VCD standardizzata come IEC 62107 nel 2000
- Blue Book (Libro blu)
  - E-CD (anche detto CD+) (Enhanced)
- Beige Book (Libro beige)
  - PCD (Photo) - da non confondere con Picture CD
- Purple Book (Libro viola)
  - DDCD (Double Density, Doppia Densità)
- Scarlet Book (Libro scarlatto)
Il colore scarlatto di questo libro è un riferimento al Red Book, che definisce lo standard originale del CD-DA.
  - SACD (Super Audio)